# Blomskogs socken

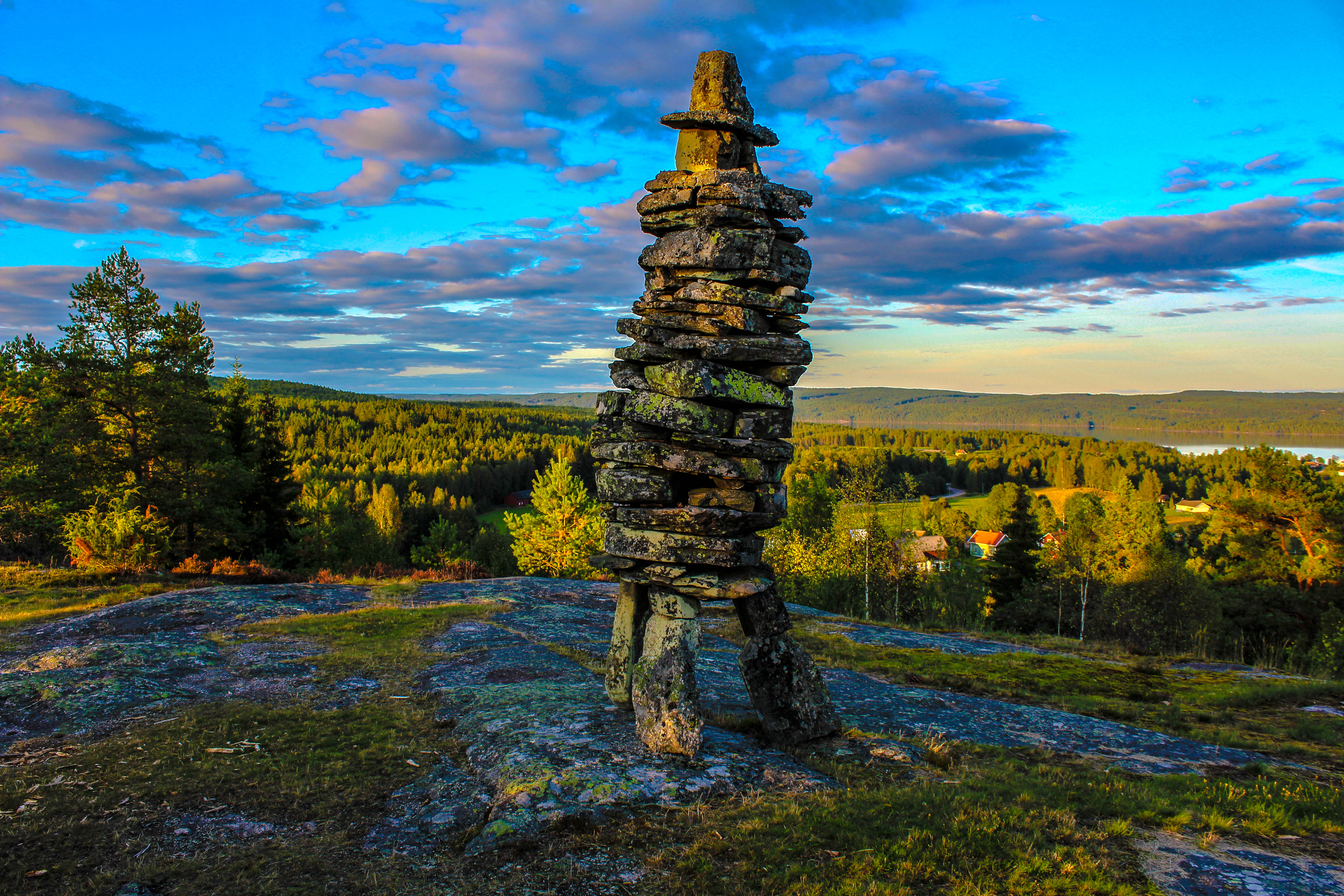
Borgåsgubben i Blomskog

Blomskogs socken i Värmland ingick i Nordmarks härad, ingår sedan 1971 i Årjängs kommun och motsvarar från 2016 Blomskogs distrikt.
Socknens areal är 155,73 kvadratkilometer varav 127,57 land. År 2000 fanns här 550 invånare. Sockenkyrkan Blomskogs kyrka ligger i socknen.   

## Administrativ historik
Socknen har medeltida ursprung. 
Vid kommunreformen 1862 övergick socknens ansvar för de kyrkliga frågorna till Blomskogs församling och för de borgerliga frågorna bildades Blomskogs landskommun. Landskommunen uppgick 1952 i Holmedals landskommun som 1971 uppgick i Årjängs kommun.
1 januari 2016 inrättades distriktet Blomskog, med samma omfattning som församlingen hade 1999/2000. 
Socknen har tillhört län, fögderier, tingslag och domsagor enligt vad som beskrivs i artikeln Nordmarks härad. De indelta soldaterna tillhörde Värmlands regemente, Nordmarks kompani.

## Geografi
Blomskogs socken ligger sydväst om Årjäng med sjöarna Västra Silen i öster och Lelång i väster. Socknen är en kuperad sjörik skogsbygd.

## Fornlämningar
Från stenåldern finns boplatser, tre hällkistor och två hällmålningar. Från bronsåldern finns spridda gravrösen. Från järnåldern finns gravhögar, domarringar och fornborgar.

## Namnet
Namnet skrevs på 1430-talet Blomoscogh. Efterleden är skog, förleden innehåller ett äldre namn på Blomsjön eller Blomälven.

## Befolkningsutveckling
| Befolkningsutvecklingen i Blomskogs socken 1780–1990                                                     | Befolkningsutvecklingen i Blomskogs socken 1780–1990 | Befolkningsutvecklingen i Blomskogs socken 1780–1990 | Befolkningsutvecklingen i Blomskogs socken 1780–1990 | Befolkningsutvecklingen i Blomskogs socken 1780–1990 |
| --- | ---------------------------------------------------- | ---------------------------------------------------- | ---------------------------------------------------- | ---------------------------------------------------- |
| |                                                      |                                                      |                                                      |                                                      |
| År |                                                      |                                                      | Folkmängd                                            |                                                      |
| 1780 | 1780                                                 |                                                      | 833                                                  |                                                      |
| 1790 | 1790                                                 |                                                      | 990                                                  |                                                      |
| 1810 | 1810                                                 |                                                      | 1 043                                                |                                                      |
| 1820 | 1820                                                 |                                                      | 1 142                                                |                                                      |
| 1830 | 1830                                                 |                                                      | 1 373                                                |                                                      |
| 1840 | 1840                                                 |                                                      | 1 563                                                |                                                      |
| 1850 | 1850                                                 |                                                      | 1 738                                                |                                                      |
| 1860 | 1860                                                 |                                                      | 2 006                                                |                                                      |
| 1870 | 1870                                                 |                                                      | 2 171                                                |                                                      |
| 1880 | 1880                                                 |                                                      | 2 206                                                |                                                      |
| 1890 | 1890                                                 |                                                      | 2 020                                                |                                                      |
| 1900 | 1900                                                 |                                                      | 1 962                                                |                                                      |
| 1910 | 1910                                                 |                                                      | 1 688                                                |                                                      |
| 1920 | 1920                                                 |                                                      | 1 508                                                |                                                      |
| 1930 | 1930                                                 |                                                      | 1 452                                                |                                                      |
| 1940 | 1940                                                 |                                                      | 1 293                                                |                                                      |
| 1950 | 1950                                                 |                                                      | 1 129                                                |                                                      |
| 1960 | 1960                                                 |                                                      | 949                                                  |                                                      |
| 1970 | 1970                                                 |                                                      | 715                                                  |                                                      |
| 1980 | 1980                                                 |                                                      | 619                                                  |                                                      |
| 1990 | 1990                                                 |                                                      | 593                                                  |                                                      |
| Anm: Källor: Umeå universitet - Tabellverket 1749-1859, Demografiska databasen, CEDAR, Umeå universitet. |                                                      |                                                      |                                                      |                                                      |